# Cécile Demaude
Cécile Demaude est une escrimeuse spécialiste en épée sabre et fleuret handisport française, née le 1er juin 1972 à Maisons-Alfort.

## Carrière
En fauteuil depuis l’âge de 29 ans, à la suite d'une maladie, Cécile a commencé l'escrime en 2003 par hasard après avoir pratiqué plusieurs sports. En 2009, elle a l’opportunité d’intégrer l’équipe de France. Elle participe aux championnats du monde à Paris en 2010 et en 2015, au Grand Palais. En 2012, elle a participé aux Jeux olympiques de Londres. Villeurbannaise, elle est licenciée au Masque de Fer en septembre 2013 en section handisport où elle rejoint Guillaume Dubreuil, arbitre international, qui est devenu son coach. 

## Palmarès
- Championnats d'Europe
  -  Médaille de bronze en individuel (épée catégorie B) aux championnats d'Europe 2022 à Varsovie[6]

- Championnats de France
  -  Médaille d'argent en individuel (épée) aux championnats de France 2010
  -  Médaille de bronze en individuel (épée) aux championnats de France 2011 et 2012
  -  Médaille de bronze en individuel (fleuret) aux championnats de France 2011 et 2012